# Test F
Test F (test F Snedecora) – parametryczny test statystyczny, w którym statystyka testowa przyjmuje rozkład F Snedecora. Test F w swojej podstawowej formie służy do testowania hipotezy o równości wariancji w dwóch populacjach o rozkładzie normalnym.

Wykres przedstawiający rozkład F Snedecora, wykorzystywany w ramach testu F, z zaznaczonym na czerwono obszarem krytycznym

Test F jest wykorzystywany przede wszystkim w analizie wariancji, ale też w niektórych innych procedurach statystycznych. Do powstania testu F przyczyniło się dwóch statystyków: Ronald Fisher oraz George Snedecor. 
Dla testu F kluczowym pojęciem jest tzw. stosunek F, a więc stosunek oszacowań wariancji międzygrupowej i wewnątrzgrupowej, który może być wyrażony wzorem:

F = wariancja między grupami/wariancja wewnątrzgrupowa
Jeżeli hipoteza zerowa jest fałszywa, stosunek F powinien przekraczać wartość 1. Im większe są różnice pomiędzy porównywanymi grupami, tym większy będzie stosunek F i tym mniejsze prawdopodobieństwo, że owa różnica powstała przez przypadek.